# Müllheizkraftwerk Solingen
Das Müllheizkraftwerk Solingen ist ein auf Siedlungs- und Gewerbeabfällen basierendes Müllheizkraftwerk (MHKW), das in Kraft-Wärme-Kopplung betrieben wird. Mit einer durchschnittlichen Jahresproduktion von 75 GWh elektrischer Energie und 43 GWh Fernwärme ist das Müllheizkraftwerk heute die größte Anlage zur Energieerzeugung in der bergischen Großstadt Solingen.
Betreiber des Müllheizkraftwerks sind die Technischen Betriebe Solingen, eine eigenbetriebsähnliche Einrichtung der Stadt Solingen.

## Lage
Das Müllheizkraftwerk Solingen befindet sich im Solinger Stadtbezirk Mitte am Ende einer Stichstraße der Sandstraße im Ortsteil Mangenberg. Der Müllverbrennungsanlage ist ein Wertstoffhof mit einer Schadstoffannahmestelle angeschlossen. Aufgrund der Lage des Kraftwerks auf einem Höhenrücken oberhalb des Lochbachtals und nahe der Innenstadt ist der 89 Meter hohe Schornstein eines der markanten und weithin sichtbaren Bauwerke der Solinger Stadtsilhoulette.

## Geschichte
Siedlungsabfälle werden in Solingen seit dem Jahre 1909 zentral gesammelt. In diesem Jahr wurde eine städtische Müllabfuhr eingeführt, die die Hausabfälle einsammelte und unbehandelt in der dafür ausgewiesenen Mülldeponie am Heidberg vor der Stadt abkippte. Durch den Städtezusammenschluss zu Groß-Solingen im Jahre 1929 und den kontinuierlichen Anstieg der Bevölkerung stieg auch die Menge an Hausmüll stetig an. Ab dem Jahre 1930 wurde der Müll im sogenannten Bärenloch, einem Talgrund des Fleußmühler Baches, abgekippt.:4ff. Dort wurden insbesondere in den 1950er und 1960er Jahren hauptsächlich Bauschutt und Bodenaushub, Haushaltsabfälle und Sperrmüll, aber auch Industrieabfälle abgekippt. Eine weitere Mülldeponie befand sich am Demmeltrath in Solingen-Wald, im Talgrund des dortigen Demmeltrather Bachtals. Diese wurde in der Nachkriegszeit geschlossen. Insbesondere in der verbleibenden Deponie Bärenloch bestand das Problem, dass der Müll auf unversiegelten Böden abgekippt wurde, so dass durch Regenwasser Schadstoffe aus dem Müll herausgewaschen wurden und das Grundwasser verseucht wurde.:5
In den 1960er Jahren entstanden in Deutschland mehrere Müllverbrennungsanlagen, die gegenüber den Deponien den Vorteil boten, dass die nicht recyclingfähigen Abfälle verbrannt und so energetisch verwertet werden konnten und nur noch die im Volumen kleinere Menge der Verbrennungsrückstände wie Asche und Schlacken deponiert werden. Der Solinger Stadtrat fasste angesichts sich erschöpfender Deponie-Kapazitäten am Ende der 1960er Jahre den Entschluss zur Errichtung einer eigenen Müllverbrennungsanlage im damals unbebauten Gebiet zwischen Eintracht- und Weidenstraße am Mangenberg. Die Anlage wurde nach mehreren Monaten Bauzeit am 9. Juli 1969 in Betrieb genommen.:45 Das erste Müllfeuer wurde am 10. Juli 1969 gezündet. Erster Betreiber der Anlage waren die Stadtwerke Solingen. Die als Überrest der Verbrennung zurückbleibende Schlacke wurde zunächst noch in der Deponie Bärenloch abgekippt, heute wird sie etwa im Straßen- oder Deichbau wiederverwendet. Das Kraftwerk in Solingen wurde kurz vor der Müllverbrennungsanlage Leverkusen (1970) als erste im Bergischen Land in Betrieb genommen, das Müllheizkraftwerk Wuppertal folgte im Jahre 1976.
Das Solinger Müllheizkraftwerk geriet im November 1984 in die Schlagzeilen, nachdem bekannt wurde, dass die Emissionen an Dioxinen die Grenzwerte weit überschritten. Laut Messergebnissen eines internationalen Fachmanns, über die das ARD-Magazin Monitor berichtete, lagen die gemessenen Werte in der Umgebung des Kraftwerks zeitweise siebenfach über der vom Bundesinnenministerium definierten tolerierbaren Grenze. Während die Verantwortlichen mit Unbedenklichkeitsbescheinigungen argumentierten, entbrannte in der Solinger Bevölkerung und der Lokalpolitik eine Umweltschutzdebatte, die stärkere Regulierungen zur Folge hatte.:60 Im Jahre 1988 kam es erneut zu einem Zwischenfall, als in der Müllverbrennungsanlage verschmutztes Wasser in die Kanalisation gelangte, was Ermittlungen der Staatsanwaltschaft zur Folge hatte. In einer anschließenden politischen Auseinandersetzung wurde der damalige Betriebsleiter der Anlage am 24. März 1988 von seiner Aufgabe entbunden.:64
Im Jahre 1995 wurden die EntsorgungsBetriebe Solingen als Eigenbetrieb aus dem städtischen Haushalt ausgegründet, die verschiedene Aufgaben rund um die Abfallwirtschaft übernahmen. Ende der 1990er Jahre ging die Verantwortung für das Müllheizkraftwerk von den Stadtwerken auf die EntsorgungsBetriebe über. Aus den EntsorgungsBetrieben wurden schließlich im Jahre 2011 die Technischen Betriebe Solingen.
Das Kraftwerk feierte im Sommer 2019 sein 50-jähriges Bestehen.
Am 4. November 2023 kam es zu einem Großbrand im Müllheizkraftwerk, der durch einen technischen Defekt ausgelöst wurde. Während der umfangreichen Reparaturarbeiten konnte das Kraftwerk nur mit halber Leistung betrieben werden.

## Das Kraftwerk heute
Im Jahre 2020 wurden rund 142.000 Tonnen Abfälle im Müllheizkraftwerk Solingen verbrannt. Bei den Abfällen handelt es sich zu großen Teilen um Hausmüll- sowie Gewerbeabfall aus Solingen sowie dem Kreis Viersen, der vertraglich vereinbarte Abfallmengen in Solingen entsorgen lässt. Rund 8.000 Tonnen stammten im Jahr 2020 aus privaten Anlieferungen der Solinger Bürger, die ihren Sperrmüll im Müllheizkraftwerk entsorgt haben. Der biogene Anteil des erzeugten Stroms lag aufgrund des im Restmüll enthaltenen Biomülls sowie Altholz 2020 laut Herkunftsnachweisregister bei rund 51 Prozent.
Angetrieben werden im Kraftwerk drei Turbinen, erzeugt wurden damit im Jahr 2020 etwa 75 GWh elektrische Energie, was einer mittleren Leistung von 8,5 MW entspricht. Hinzu kam 2020 eine Erzeugung von rund 43 GWh Fernwärme. An das städtische Fernwärmenetz sind diverse öffentliche und einzelne private Gebäude angeschlossen, darunter das Schulzentrum Vogelsang, das Theater und Konzerthaus oder das Rathaus.
Der Schornstein des Kraftwerks misst 89 m und ist damit nach der Müngstener Brücke und dem Fernmeldeturm am Zentral das dritthöchste Bauwerk in Solingen.
Im Kraftwerk sind rund 65 Mitarbeitende beschäftigt.